# Sori, Benin
Sori är ett arrondissement i kommunen Gogounou i Benin. Den hade 21 735 invånare år 2002.